# Cimetière militaire allemand de Sissonne
Le cimetière militaire allemand de Sissonne est un cimetière militaire de la Première Guerre mondiale, situé sur le territoire de la commune de Sissonne dans le département de l'Aisne, en France.

## Historique
Le cimetière militaire a été édifié par les Allemands en 1915 à proximité du Camp de Sissonne. En 1919, l’État français aménagea ce cimetière. Les tombes de soldats britanniques qui se trouvaient dans ce cimetière ont été transférées après la guerre dans le Sissonne British Cemetery qui jouxte le cimetière allemand.

## Caractéristiques
Le cimetière allemand est situé en bordure de la R.D. 18, reliant Sissonne à Lappion.
Il rassemble 14 694 corps dont 10 699 reposent dans des tombes individuelles matérialisées par des croix en métal (36 corps n'ont pu être identifiés) et 3 995 sont inhumés dans deux ossuaires (412 corps ont pu être identifiés).
Un monument Aux soldats morts pour la Patrie a été érigé dans le cimetière. Une stèle individuelle a été érigée pour le Lieutenant Otto Becker, décédé le 20 mars 1916.

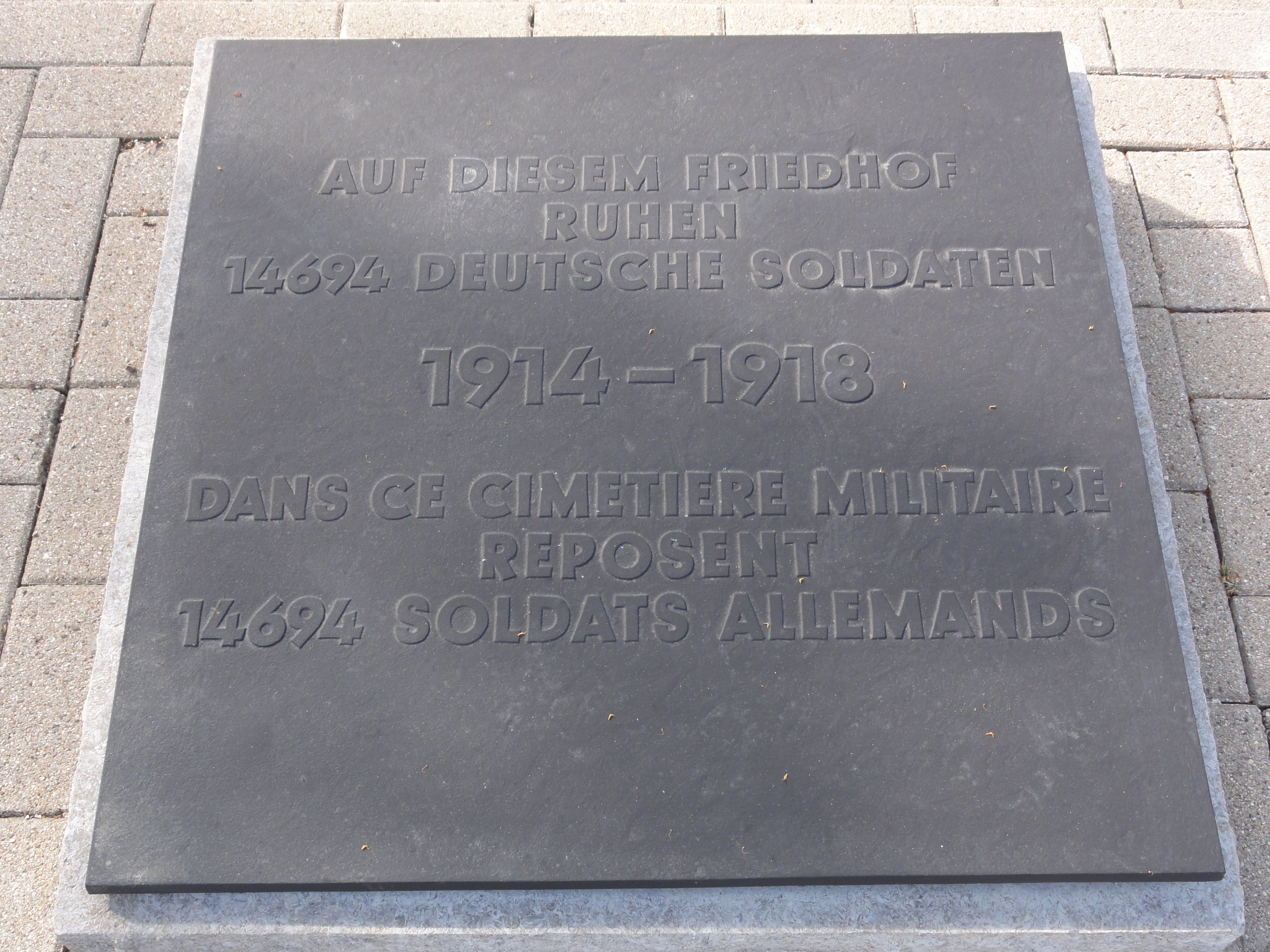
Plaque près de l'entrée
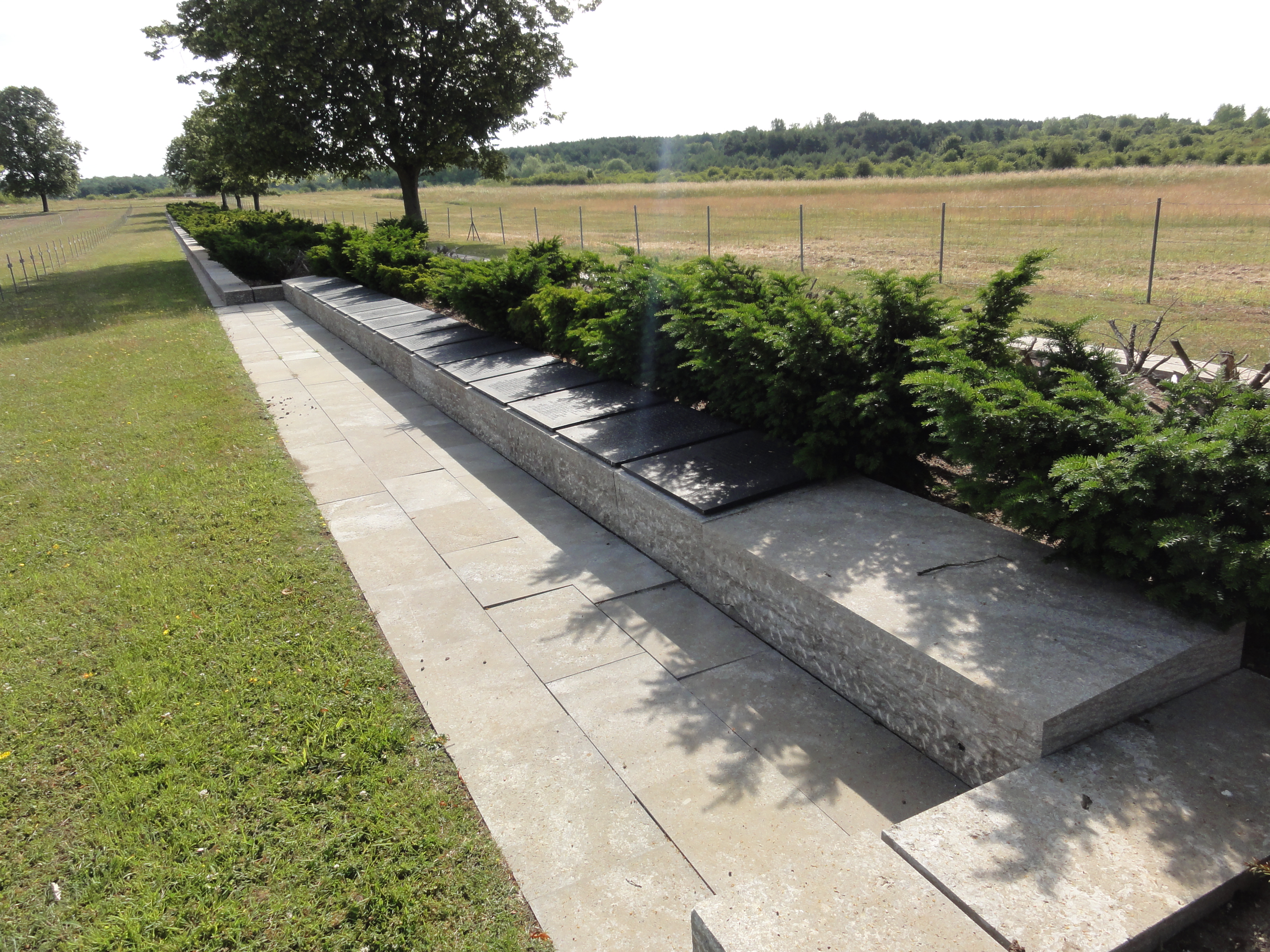
Ossuaire est
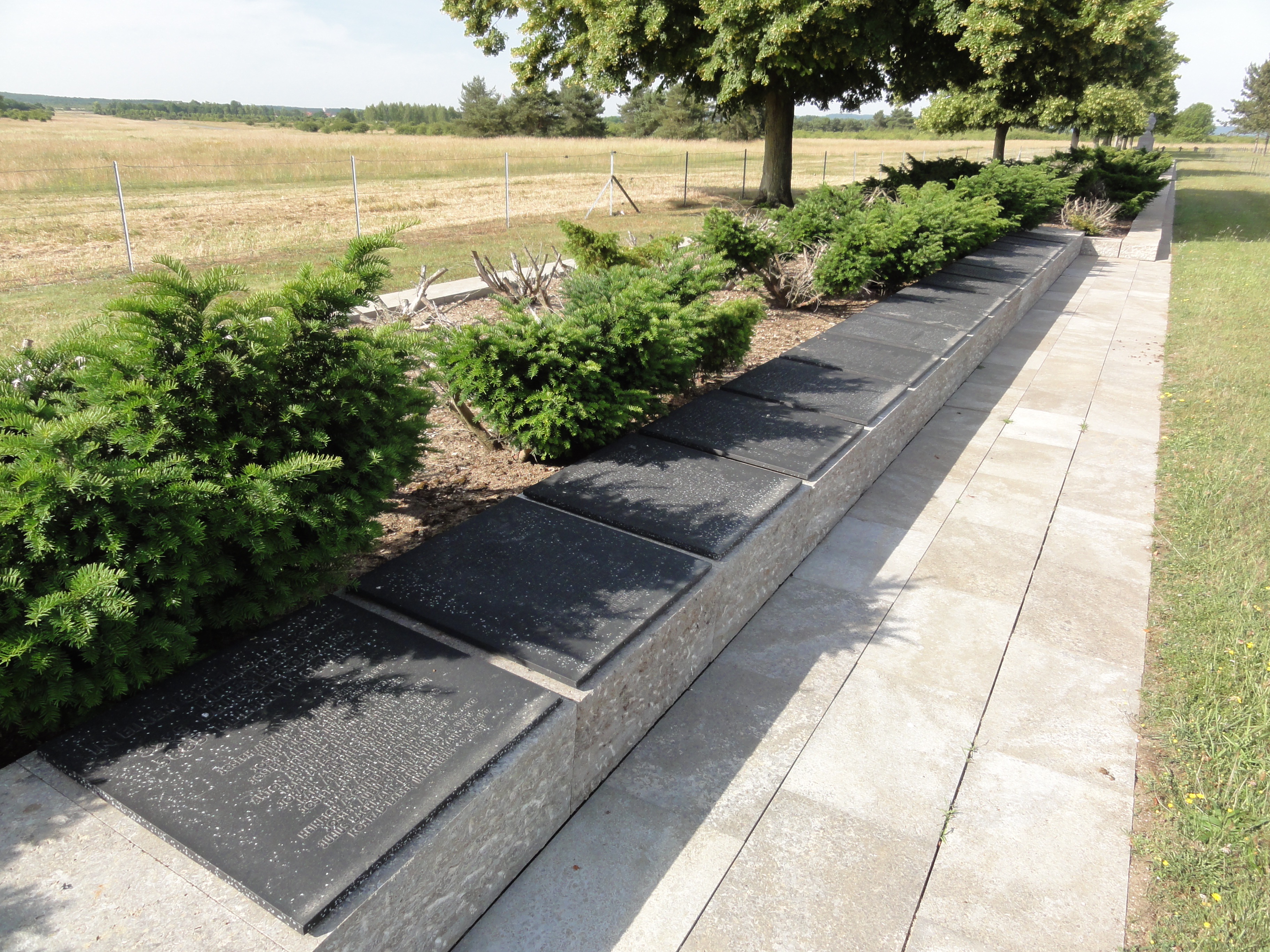
Ossuaire ouest
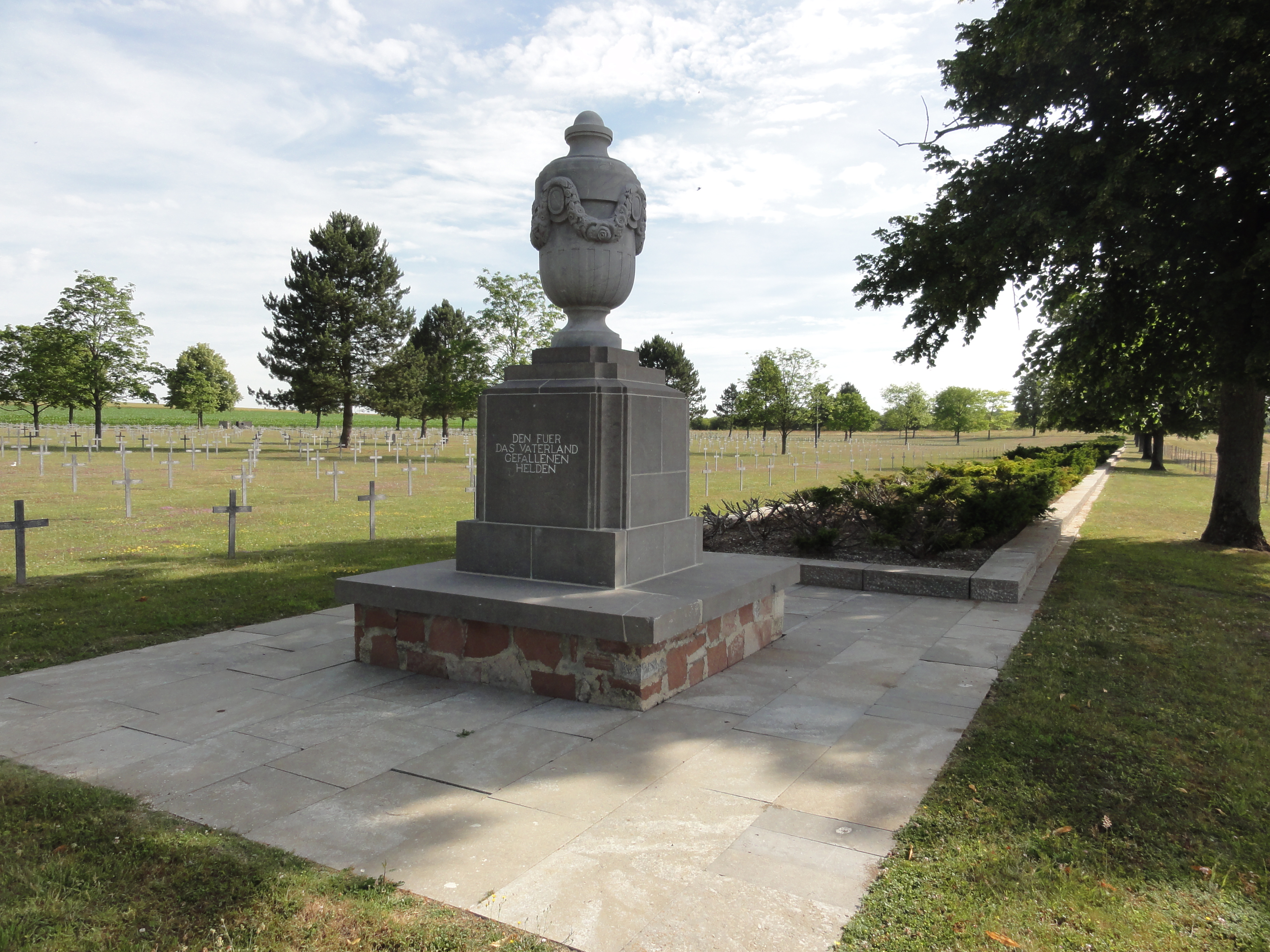
Monument Den fuer das Vaterland gefallenen Helden
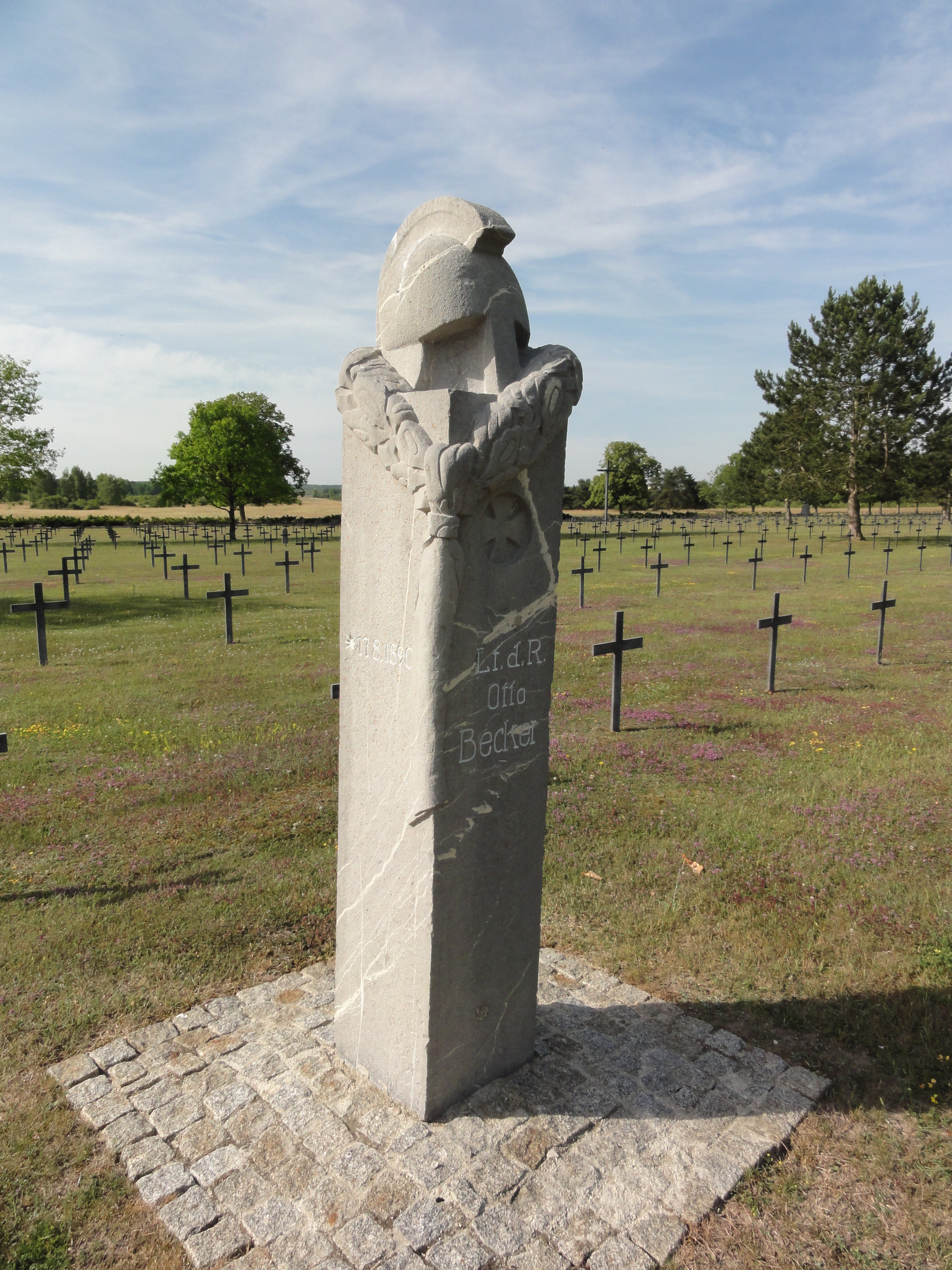
Stèle du Lieutenant Otto Becker

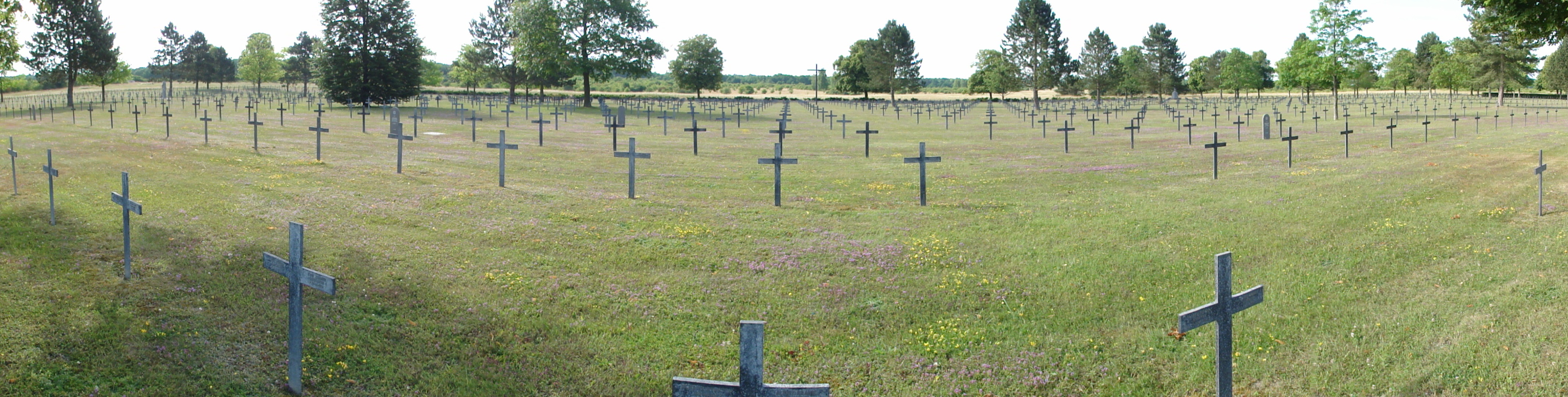
Vue panoramique du cimetière